# Салгейруш
«Салгейруш» (порт. SC Salgueiros) — португальский футбольный клуб из города Параньюш в округе Порту на севере Португалии. Был основан 8 декабря 1911 года, домашние матчи проводит на стадионе «Виеру де Карвалью», вмещающем 15 000 зрителей. Лучшим результатом являются 5-е место в Примейре в сезоне 1990/91.

## История
В элите португальского футбола «Салгейруш» провёл в общей сложности 24 сезона, дважды в сезонах 1951/52 и 2001/02 выходил в четвертьфинал кубка Португалии. В начале 2000-х годов у клуба возникли финансовые проблемы, в результате которых он утратил профессиональный статус и в 2005 году практически прекратил существование (продолжала существовать лишь молодёжная команда). В 2008 году произошло возрождение клуба.

## Сезоны по дивизионам
- Примейра — 24 сезона
- Сегунда лига — 2 сезона
- Национальный чемпионат — 4 сезона
- Сегунда дивизиу — 38 сезонов
- Терсейра дивизиу — 2 сезона
- Региональные лиги — 4 сезона

## Достижения
- Сегунда дивизиу
  - Победитель (2): 1956/57, 1989/90
- Чемпионат Порту
  - Победитель: 1917/18

## Выступления в еврокубках
| Сезон   | Турнир     | Раунд | Страна       | Клуб | Счёт                   |
| ------- | ---------- | ----- | ------------ | ---- | ---------------------- |
| 1991/92 | Кубок УЕФА | 1R    | Флаг Франции | Канн | 1-0, 0-1 (2-4 по пен.) |

- 1R — первый раунд